# Parafia Najświętszej Maryi Panny Wspomożenia Wiernych w Piasecznie-Zalesiu Dolnym
Parafia Najświętszej Maryi Panny Wspomożenia Wiernych w Piasecznie-Zalesiu Dolnym – parafia rzymskokatolicka, należąca do dekanatu piaseczyńskiego, archidiecezji warszawskiej, metropolii warszawskiej Kościoła katolickiego, w Piasecznie, w dzielnicy Zalesie Dolne; obsługiwana przez księży diecezjalnych.

## Historia parafii
Parafia została erygowana w 1951. Wcześniej należała do parafii w Jazgarzewie. 

### Kościół parafialny
Obecny kościół parafialny został wybudowany w latach 80. XX wieku według projektu Andrzeja Piłatowskiego i Wojciecha Szymborskiego. Mieści się przy ulicy Modrzewiowej.

## Proboszczowie parafii
- ks. Józef Kołodziejski (1951–1956)
- ks. Antoni Czajkowski (1956–1967)
- ks. Ireneusz Jędryszek (1967–1996)
- ks. Zbigniew Badowski (1996)
- ks. Marian Dziurzyński (1996–2000)[1]
- ks. Tadeusz Huk (2000–2023)[2]
- ks. Tomasz Zdeb (2023–)[2]